# قانون موراي
قانون موراي، أو مبدأ موراي هو صيغة رياضية لربط شعاع الفروع الفرعية بنصف قطر النظام القائم على لمعة الفرع الأصل. تشير الفروع تقليديًا إلى تفرع الجهاز الدوري أو الجهاز التنفسي، ولكن قد ثبت صحته أيضًا بالنسبة لتفرعات النسيج الوعائي الخشبي، وهو نظام نقل المياه في النباتات.
وقد كان هدف التحليل الأصلي لقانون موراي هو تحديد نصف قطر الوعاء الذي يتطلب حدًا أدنى من طاقة الكائن الحي. فالأوعية الأكبر تخفّض الطاقة المبذولة في ضخ الدم لأن انخفاض الضغط في الأوعية يقل بزيادة القطر وفقًا لمعادلة هاجن بوزاي. ومع ذلك، فإن الأوعية الأكبر تزيد من الحجم الإجمالي للدم في النظام؛ ولكي يسيل الدم في الجسم بحيوية، فإنه يحتاج إلى الدعم الأيضي. وبالتالي، فإن قانون موراي يعد عملية تحسين لتحقيق التوازن بين هذه العوامل.
وبالنسبة {\displaystyle n} للفروع الفرعية المنبثقة من الفرع الأصل المشترك، فستكون المعادلة كالتالي:
{\displaystyle r_{p}^{3}=r_{d_{1}}^{3}+r_{d_{2}}^{3}+r_{d_{3}}^{3}+...+r_{d_{n}}^{3}}
حيث إن {\displaystyle r_{p}} يمثل نصف قطر الفرع الأصل، و{\displaystyle r_{d_{1}}}, {\displaystyle r_{d_{2}}}, {\displaystyle r_{d_{3}}}...{\displaystyle r_{d_{n}}} هي أنصاف أقطار الفروع الفرعية.
ويشهد قانون موراي استخدامًا متزايدًا كأداة تصميم محاكية للطبيعة في الهندسة ــ على سبيل المثال تم تطبيقه مؤخرًا في تصميم الحد الأدنى من كتل الشبكات الوعائية التي تحمل عامل شفاء سائلاً إلى مناطق الضرر في مواد الشفاء الذاتي ويمكن بسهولة تطبيق الصياغة المطورة على الأنظمة السائلة ذات الحد الأدني من الكتلة في التطبيقات الهندسية الأخرى. وتماثل المفاضلة مباشرةً أنابيب القطر الأكبر وتكون أثقل بسبب كل من الأنابيب والحجم الإضافي للسوائل المغلقة، غير أنه يتم خفض فقد الضغط وبالتالي تكون كتلة نظام الضخ المطلوبة أقل. ويمكن معرفة قطر الأنبوب (الداخلي) d_i الذي يقلل الكتلة الإجمالية (أنبوب + السائل+ ضخ)من المعادلة التالية في الجريان الصفائحي:
{\displaystyle d_{i}^{6}={\frac {1024Q^{2}\mu }{\pi ^{2}k[\rho _{\text{tube}}(c^{2}+2c)+\rho _{\text{fluid}}]}}}
حيث إن {\displaystyle Q} هو معدل تدفق الحجم، {\displaystyle \mu } لزوجة السائل، {\displaystyle k} نسبة القوة إلى وزن الضخ، {\displaystyle \rho _{\text{tube}}} كثافة مواد الأنابيب، {\displaystyle c} ثابت تناسب ربط سمك جدار الوعاء مع القطر الداخلي و{\displaystyle \rho _{\text{fluid}}}كثافة السائل.
بالنسبة للجريان المضطرب، تكون العلاقة المكافئة (المستمدة من معادلة دراسي وايسباك) هي:
{\displaystyle d_{i}^{7}={\frac {80Q^{3}\rho _{\text{fluid}}f}{\pi ^{3}k[\rho _{\text{tube}}(c^{2}+2c)+\rho _{\text{fluid}}]}}}
حيث إن f هي عامل احتكاك دارسي. وبالتالي، يمكن تطبيق علاقات الاتصال أعلاه بالشكل التالي في التدفق المضطرب:
{\displaystyle r_{p}^{(7/3)}=r_{d_{1}}^{(7/3)}+r_{d_{2}}^{(7/3)}+r_{d_{3}}^{(7/3)}+...+r_{d_{n}}^{(7/3)}}